# Moissat
Moissat est une commune française, située dans le département du Puy-de-Dôme en région Auvergne-Rhône-Alpes.

## Géographie

### Localisation
Il y a deux bourgs qui composent le territoire communal : Moissat-Haut et Moissat-Bas. Les habitants de Moissat-Haut sont les Moissadaires et ceux de Moissat-Bas sont les Moustelaires. En 1840, la municipalité de Moissat pétitionna en vain auprès du conseil général du Puy-de-Dôme pour créer deux communes distinctes.
S'y ajoutent deux hameaux : les Charles (situé au nord-nord-ouest) et Pironin (au sud-ouest). On compte d'autres lieux-dits comme la ferme des Barguières, la ferme de Moulin Bas, la ferme de la Touraille et Goëlle.
Sept communes sont limitrophes de Moissat :
| Seychalles |         | Lezoux           |
| Bouzel     | Moissat | Ravel            |
| Espirat    | Reignat | Glaine-Montaigut |

### Géologie et relief
L'altitude de la commune varie entre 317 et 395 mètres (à Moissat Haut).

### Climat
Pour des articles plus généraux, voir Climat d'Auvergne-Rhône-Alpes et Climat du Puy-de-Dôme.
En 2010, le climat de la commune est de type climat océanique dégradé des plaines du Centre et du Nord, selon une étude du Centre national de la recherche scientifique s'appuyant sur une série de données couvrant la période 1971-2000. En 2020, Météo-France publie une typologie des climats de la France métropolitaine dans laquelle la commune est exposée à un climat de montagne ou de marges de montagne et est dans la région climatique  Nord-est du Massif Central, caractérisée par une pluviométrie annuelle de 800 à 1 200 mm, bien répartie dans l’année. 
Pour la période 1971-2000, la température annuelle moyenne est de 11,2 °C, avec une amplitude thermique annuelle de 16,5 °C. Le cumul annuel moyen de précipitations est de 699 mm, avec 8,1 jours de précipitations en janvier et 7 jours en juillet. Pour la période 1991-2020, la température moyenne annuelle observée sur la station météorologique de Météo-France la plus proche, « Fayet-le-Château », sur la commune de Fayet-le-Château à 12 km à vol d'oiseau, est de 11,2 °C et le cumul annuel moyen de précipitations est de 889,9 mm,. Pour l'avenir, les paramètres climatiques de la commune estimés pour 2050 selon différents scénarios d'émission de gaz à effet de serre sont consultables sur un site dédié publié par Météo-France en novembre 2022.

## Urbanisme

### Typologie
Au 1er janvier 2024, Moissat est catégorisée bourg rural, selon la nouvelle grille communale de densité à sept niveaux définie par l'Insee en 2022.
Elle est située hors unité urbaine. Par ailleurs la commune fait partie de l'aire d'attraction de Clermont-Ferrand, dont elle est une commune de la couronne,. Cette aire, qui regroupe 209 communes, est catégorisée dans les aires de 200 000 à moins de 700 000 habitants,.

### Occupation des sols
L'occupation des sols de la commune, telle qu'elle ressort de la base de données européenne d’occupation biophysique des sols Corine Land Cover (CLC), est marquée par l'importance des territoires agricoles (93,9 % en 2018), une proportion sensiblement équivalente à celle de 1990 (94,4 %). La répartition détaillée en 2018 est la suivante : terres arables (70 %), prairies (13 %), zones agricoles hétérogènes (10,9 %), zones urbanisées (4,9 %), forêts (1,2 %). L'évolution de l’occupation des sols de la commune et de ses infrastructures peut être observée sur les différentes représentations cartographiques du territoire : la carte de Cassini (XVIIIe siècle), la carte d'état-major (1820-1866) et les cartes ou photos aériennes de l'IGN pour la période actuelle (1950 à aujourd'hui).

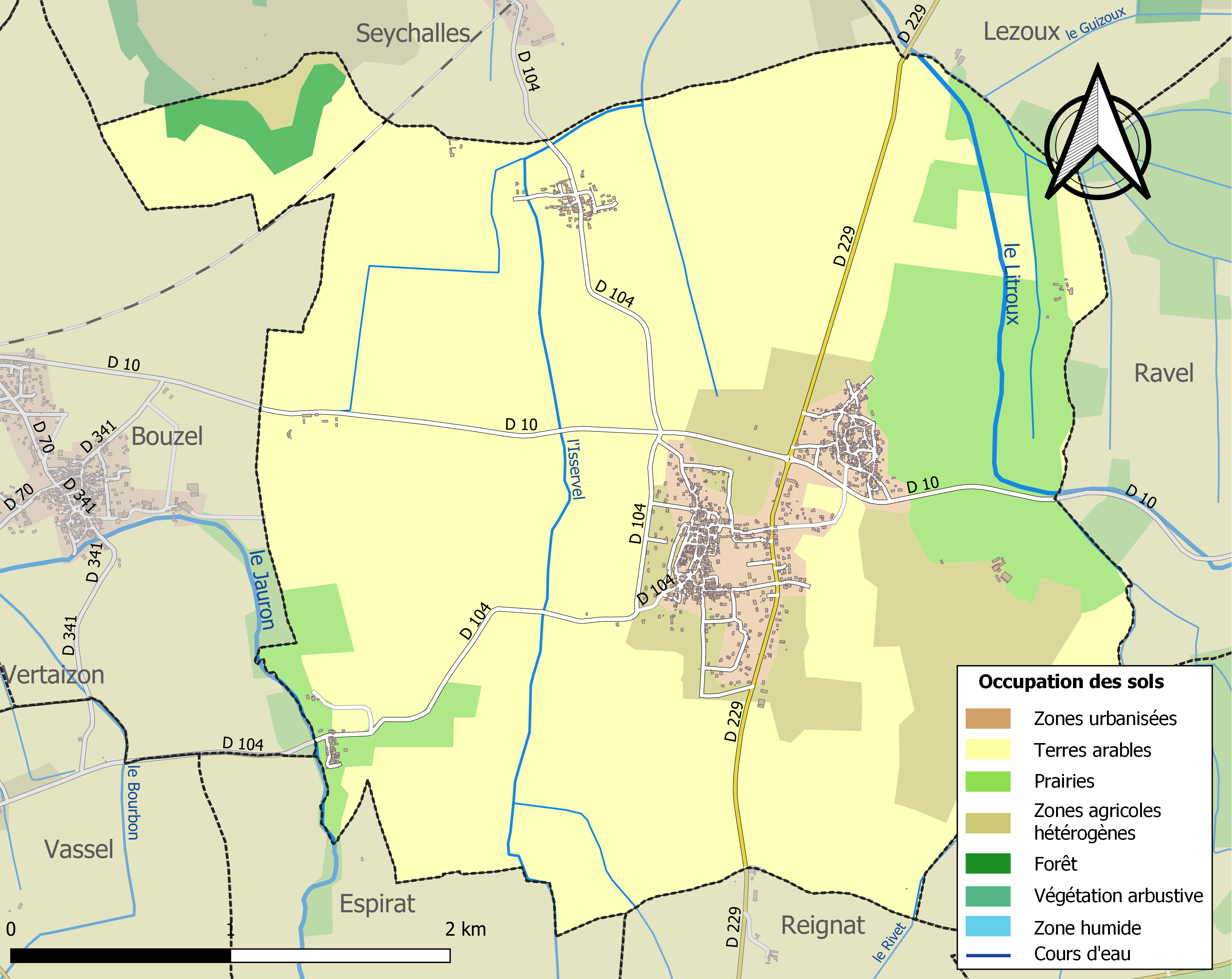
Carte des infrastructures et de l'occupation des sols de la commune en 2018 (CLC).

### Voies de communication et transports
La commune est traversée par les routes départementales 10 (reliant Vertaizon à l'ouest et Ravel à l'est) et 229 (reliant Lezoux au nord et Billom au sud). L'autoroute A89 peut être empruntée à Lezoux (échangeur 28).
Plus à l'ouest, la D 104 relie Seychalles et Vassel en desservant les hameaux des Charles, de Moissat Haut et de Pironin.

## Toponymie
Son nom vient de l'occitan Maensac et lui-même de l'anthroponyme gallo-romain Mansacum,

## Histoire
Moissat serait, selon l'historien Gabriel Fournier et linguiste Jean-Pierre Chambon, le village de naissance des troubadours Peire de Maensac, Astors de Maensac et Uc de Maensac, tous issus de la même famille seigneuriale,.

## Politique et administration

### Découpage territorial
Les limites territoriales des cinq arrondissements du Puy-de-Dôme ont été modifiées afin que chaque nouvel établissement public de coopération intercommunale à fiscalité propre soit rattaché à un seul arrondissement au 1er janvier 2017. La communauté de communes entre Dore et Allier à laquelle appartient la commune est rattachée à l'arrondissement de Thiers ; ainsi, Moissat est passée le 1er janvier 2017 de l'arrondissement de Clermont-Ferrand à celui de Thiers.

### Administration municipale
Le conseil municipal est composé de quinze membres, dont quatre adjoints, élus à la suite des élections municipales de 2020.

### Liste des maires
| Période                                  | Période                    | Identité                     | Étiquette  | Qualité                        |
| ---------------------------------------- | -------------------------- | ---------------------------- | ---------- | ------------------------------ |
| Les données manquantes sont à compléter. |                            |                              |            |                                |
| 1800                                     | 1822                       | François Huguet              |            | Notaire                        |
| 1822                                     | 1831                       | Anselme-Paul Huguet          |            |                                |
| 1831                                     | 1832                       | Jean-Marie Gardeton          |            |                                |
| 1832                                     | 1836                       | Jean Huguet                  |            |                                |
| 1836                                     | 1837                       | Jean Rudel                   |            |                                |
| 1837                                     | 1849                       | Pierre campagne              |            |                                |
| 1849                                     | 1852                       | François-Mathias Huguet      |            |                                |
| 1852                                     | 1853                       | Gilbert Thiallier            |            |                                |
| 1853                                     | 1866                       | Guillaume de Marilhac        |            |                                |
| 1866                                     | 1871                       | Gilbert Grimaud              |            | Notaire                        |
| 1871                                     | 1872                       | Achille de Laval             |            |                                |
| 1872                                     | 1879                       | Gilbert Grimaud              |            |                                |
| 1879                                     | 1882                       | Achille de Laval             |            |                                |
| 1882                                     | 1900                       | Gilbert Grimaud              |            |                                |
| ...                                      | ...                        | ...                          | ...        | ...                            |
| 1944                                     | 1945                       | Maurice Chaumont             |            |                                |
| 1946                                     | 1947                       | Joseph Nugeyre               |            | Agriculteur                    |
| 1947                                     | 1959                       | Antonin Reignat              |            | Agriculteur                    |
| 1959                                     | 1977                       | René Geneix                  |            | Ouvrier                        |
| 1977                                     | 1989                       | Raymond Denis                |            | Agriculteur                    |
| 1989                                     | 2008                       | Gérard Lageyre               | ? puis UMP | Gendarme                       |
| 2008                                     | 2014                       | Martine Malterre-Puyfoulhoux | PS         | Psychologue                    |
| 2014 (réélu en 2020)                     | En cours (au 25 août 2020) | Olivier Jeanvoine,           |            | Cadre commercial en assurances |

## Population et société

### Démographie
Depuis la seconde moitié du XXe siècle, la population de cette commune rurale (moins de 2 000 habitants) a presque doublé.
L'évolution du nombre d'habitants est connue à travers les recensements de la population effectués dans la commune depuis 1793. Pour les communes de moins de 10 000 habitants, une enquête de recensement portant sur toute la population est réalisée tous les cinq ans, les populations de référence des années intermédiaires étant quant à elles estimées par interpolation ou extrapolation. Pour la commune, le premier recensement exhaustif entrant dans le cadre du nouveau dispositif a été réalisé en 2008.

En 2022, la commune comptait 1 256 habitants, en évolution de +2,28 % par rapport à 2016 (Puy-de-Dôme : +2,1 %, France hors Mayotte : +2,11 %).
| 1793  | 1800  | 1806  | 1821  | 1831  | 1836  | 1841  | 1846  | 1851  |
| ----- | ----- | ----- | ----- | ----- | ----- | ----- | ----- | ----- |
| 1 421 | 1 639 | 1 729 | 1 718 | 1 835 | 1 838 | 1 802 | 1 741 | 1 705 |

| 1856  | 1861  | 1866  | 1872  | 1876  | 1881  | 1886  | 1891  | 1896  |
| ----- | ----- | ----- | ----- | ----- | ----- | ----- | ----- | ----- |
| 1 644 | 1 537 | 1 512 | 1 456 | 1 405 | 1 340 | 1 276 | 1 230 | 1 194 |

| 1901  | 1906  | 1911  | 1921 | 1926 | 1931 | 1936 | 1946 | 1954 |
| ----- | ----- | ----- | ---- | ---- | ---- | ---- | ---- | ---- |
| 1 130 | 1 085 | 1 020 | 878  | 823  | 765  | 726  | 635  | 620  |

| 1962 | 1968 | 1975 | 1982 | 1990 | 1999 | 2006 | 2008  | 2013  |
| ---- | ---- | ---- | ---- | ---- | ---- | ---- | ----- | ----- |
| 588  | 584  | 547  | 596  | 643  | 751  | 946  | 1 001 | 1 188 |

| 2018  | 2022  | - | - | - | - | - | - | - |
| ----- | ----- | - | - | - | - | - | - | - |
| 1 222 | 1 256 | - | - | - | - | - | - | - |

## Économie
Moissat fait partie du bassin de vie de Billom et de la zone d'emploi de Clermont-Ferrand.

## Culture locale et patrimoine

### Lieux et monuments
Saint-Pierre-aux-LiensCette église romane du XIe siècle (vraisemblablement la plus authentiquement ancienne de Basse-Auvergne) est située dans le bourg de Moissat-Bas. Elle fait l’objet d’un classement au titre des monuments historiques depuis le 21 mars 1983.
Il s'agit de l'église paroissiale du village. Elle aurait été édifiée en 912 par les moines de Saint-Lomer de Blois qui fuyaient les invasions normandes et auraient ainsi protéger les reliques de leur fondateur, saint Lomer. Au début du XIIe siècle, une châsse en cuivre repoussé a été commandée aux ateliers de Limoges pour contenir ses ossements. Ce reliquaire est aujourd'hui déposé dans le trésor de la cathédrale de Clermont.
La façade occidentale de l'église présente des peintures murales datant du XVe siècle. Au-dessus du porche, s'étend une mise au tombeau. Sur un pilier de la porte, des vignettes évoquent sans doute le passage de Louis XI en Basse-Auvergne. Sont également représentés de part et d'autre de l'entrée, un chevalier et une danse macabre dont il ne reste qu'un squelette incomplet (le crâne a été effacé par l'usure du temps). Gravée au bas du pilier situé à droite de la porte, on trouve l'inscription « F.E.D.E.R » dont on n'a pour l'instant pas élucidé la signification. L'inscription étant contemporaine à la construction de l'édifice.
Vestiges de la prieurale Saint-LomerGuillaume le Pieux, duc d’Aquitaine et comte d’Auvergne, fait le don de la villa Magenciacum (Moissat-Bas) aux moines de l'abbaye Saint-Lomer de Blois en 912 pour y fonder un prieuré. Une bulle du pape Jean X confirme ce don en 914. Une église est construite aux XIIe et XIIIe siècles. Le prieuré passe en commende au XVIe siècle. Le prieuré a été réuni au collège des jésuites de Billom en 1608. Le délabrement de l'église a entraîné la démolition du clocher de la croisée du transept en 1768. Le prieuré est vendu comme bien national en 1793 puis sert de carrière de pierres. Il n'est reste aujourd'hui que quelques vestiges,.

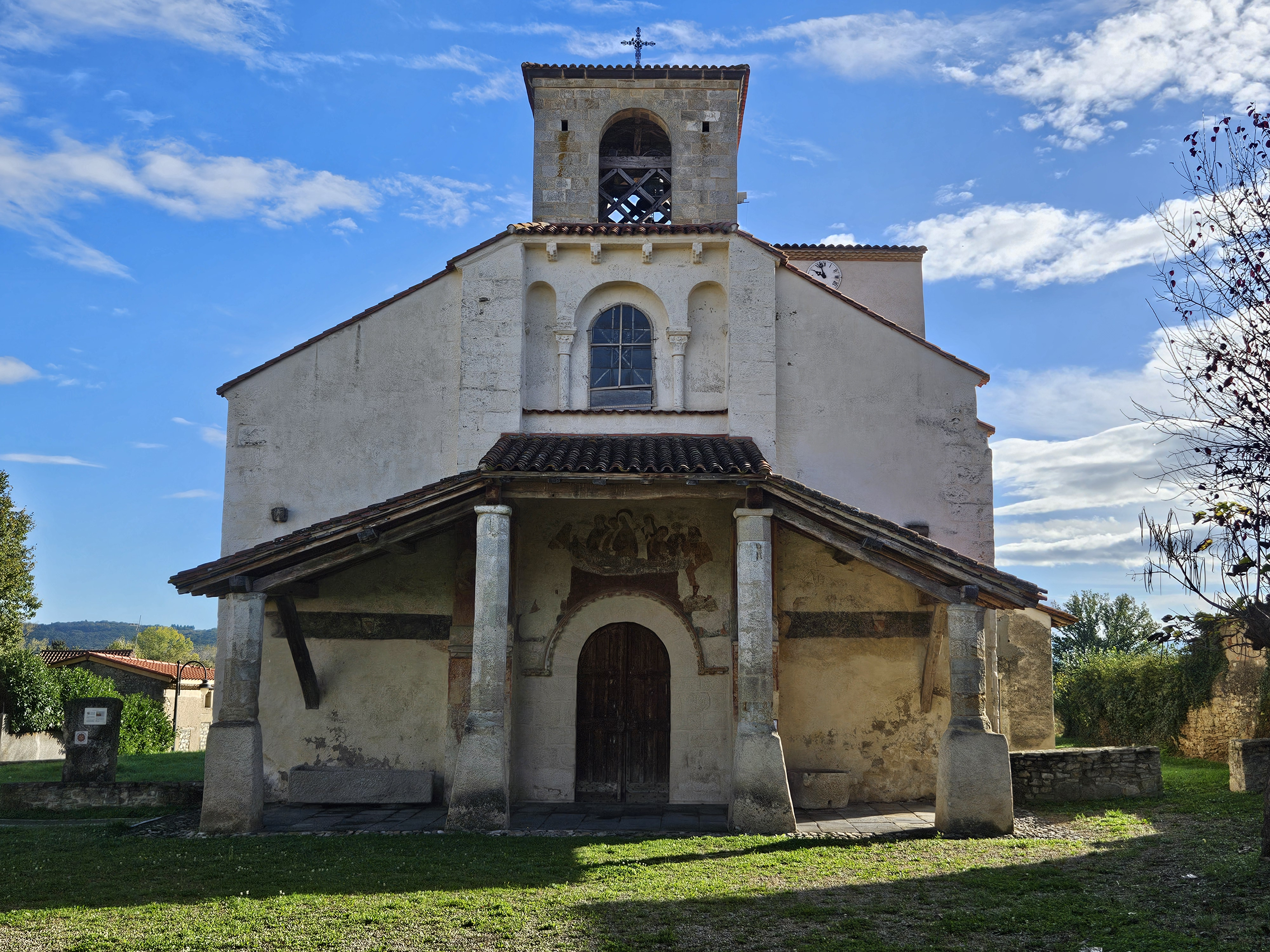
Église Saint-Pierre-aux-Liens, Moissat-Bas
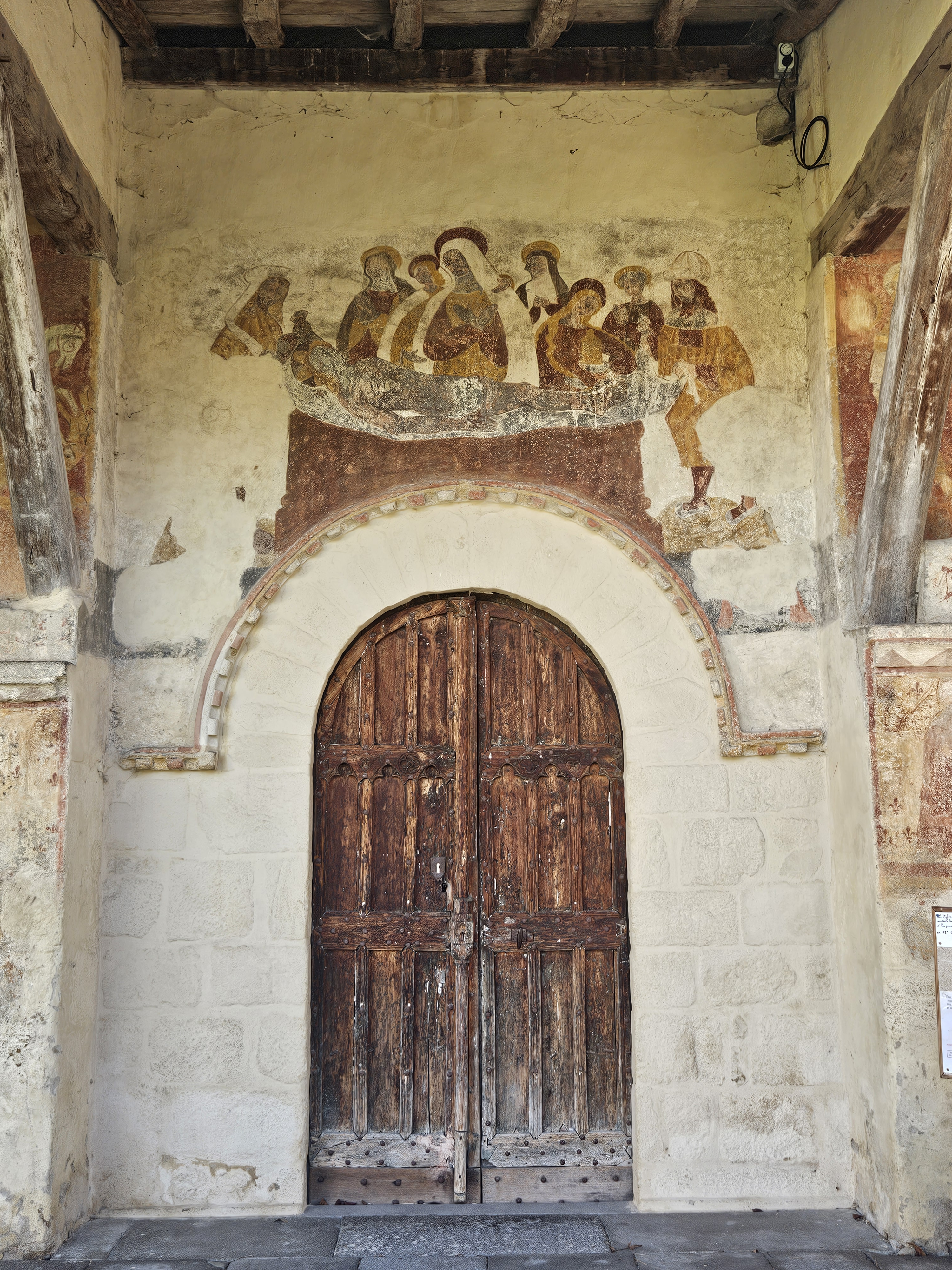
Porte de l'église de la Nativité-de-Saint-Jean-Baptiste, Moissat-Haut

### Héraldique
| Blason de Moissat | Blason  | Écartelé, au 1, de gueules à la crosse d'or accostée de deux fleurs de lys du même, au 2, d'azur à trois fleurs de lys d'or, au chef du même, au 3, d'argent à une branche de noyer de sinople feuillée de cinq pièces du même et fruitée de deux pièces d'or, au 4, de gueules à trois heaumes d'argent. |
| Blason de Moissat | Détails | Le statut officiel du blason reste à déterminer. |